# Jablanica (Gornji Milanovac)
Pour les articles homonymes, voir Jablanica.
Jablanica (en serbe cyrillique : Јабланица) est un village de Serbie situé dans la municipalité de Gornji Milanovac, district de Moravica. Au recensement de 2011, il comptait 291 habitants.

## Démographie
| 1948 | 1953 | 1961 | 1971 | 1981 | 1991 | 2002 | 2011 |
| ---- | ---- | ---- | ---- | ---- | ---- | ---- | ---- |
| 818  | 795  | 681  | 557  | 508  | 416  | 331  | 291  |

|  |